# 阿部考将
阿部 考将（あべ たかまさ、1999年7月3日 - ）は、日本の元子役である。

サンミュージックブレーン所属。

## 出演

### テレビドラマ
- エジソンの母（2008年1月 - 3月、TBS） - 桜田甲希 役
- 愛の劇場　最終シリーズ 大好き!五つ子（2009年2月 - 3月、TBS） - 眞 役
- 天装戦隊ゴセイジャー第39話（2010年11月14日、テレビ朝日） - タイチ 役
- 環境超人エコガインダーII（2010年6月 - 11月、キッズステーション） - 米田タケシ 役
- スクール!!（2011年1月 - 3月、フジテレビ） - 阿部高志 役
- 第14回テレビ朝日21世紀新人シナリオ大賞 夏目家どろぼう綺談（2016年1月3日、テレビ朝日）

### 映画
- ラフ ROUGH（2006年、東宝）
- 東京タワー 〜オカンとボクと、時々、オトン〜（2007年、松竹）
- エリートヤンキー三郎（2009年、東映）

### 劇場アニメ
- ジョバンニの島（2014年） - 生徒 役

### CM
- バンダイナムコ「ドラゴンテイマー サウンドスピリット」（2007年11月）
- ロッテ「プチブッセ〜箱入り娘 篇〜」（2008年9月）
- 大和ハウス「D-Room TVから羊編」（2009年3月）
- NEXON「アラド戦記」（2009年6月）